# Thuiskon Emil Hauptner
Thuiskon Emil Hauptner (auch Theodor Hauptner, * 29. Juli 1821 in Berlin; † 9. Februar 1889 ebenda) war ein deutscher Komponist und Musikpädagoge.

## Leben und Werk
Thuiskon Hauptner war Schüler der Kompositionsabteilung der Berliner Königlichen Akademie der Künste. Er wirkte als Theaterkapellmeister in Berlin, in welcher Eigenschaft er viele Liederspiele, Operetten und Possen schrieb. Er beschäftigte sich von 1854 bis 1858 in Paris mit dem Studium der Gesangsunterrichtsmethodik. Danach wirkte er wieder in Berlin, wo er 1861 seine Deutsche Gesangschule herausgab. 1867 und 1868 wirkte er als Gesanglehrer an der Musikschule in Basel. Zuletzt wirkte er als Gesanglehrer und Dirigent der Singakademie in Potsdam.